# Kraftwerk Niederrhein
Das Kraftwerk Niederrhein ist ein ehemaliges, mit Steinkohle befeuertes Dampfkraftwerk in Wesel-Obrighoven an der Lippe nahe der Mündung in den nördlichen Niederrhein.

## Geschichte
Die Kraftwerk wurde 1910 von RWE gebaut und war eines der ersten Kraftwerke in Nordrhein-Westfalen. Durch den Bau wurde die Elektrifizierung der Region Niederrhein wesentlich vorangetrieben. Bernhard Goldenberg, technischer Direktor bei RWE, konzipierte das Kraftwerk in Hafennähe, damit Kohle per Binnenschiff bezogen werden konnte.
Das Kraftwerk ging 1911 mit zwei Dampfturbinen mit einer elektrischen Leistung von 10 Megawatt in Betrieb; 1913 kam eine dritte Turbine mit weiteren 5 MW hinzu. Die drei dazugehörigen Dampfkessel stammten von Hanomag, Babcock & Wilcox und Petry-Dereux. Eine Besonderheit des Werkes war ein Wasserbehälter, der etwa auf halber Höhe um den 100 Meter hohen Schornstein befestigt war.
Das Kraftwerk überstand den Zweiten Weltkrieg unzerstört. Es wurde 1946 durch eine Verpuffung im Kohlenbunker schwer beschädigt; eine Reparatur lohnte nicht. Die noch funktionstüchtigen Maschinen und Apparate wurden als Reparationsleistung demontiert. Die Gebäude blieben stehen und wurden ab 1972 – beginnend mit der Sprengung des Schornsteines – abgebrochen.
Heute erinnert nur noch das Umspannwerk Niederrhein an den ehemaligen Kraftwerksstandort. Dort beginnen bzw. enden unter anderem die 380-kV-Leitung Wesel–Dörpen und die 380-kV-Leitung Wesel–Doetinchem.